# Дреббер
Дреббер (нім. Drebber) — громада в Німеччині, розташована в землі Нижня Саксонія. Входить до складу району Діпгольц. Складова частина об'єднання громад Барнсторф.
Площа — 46,96 км2. Населення становить 3042 ос. (станом на 31 грудня 2021).

## Галерея

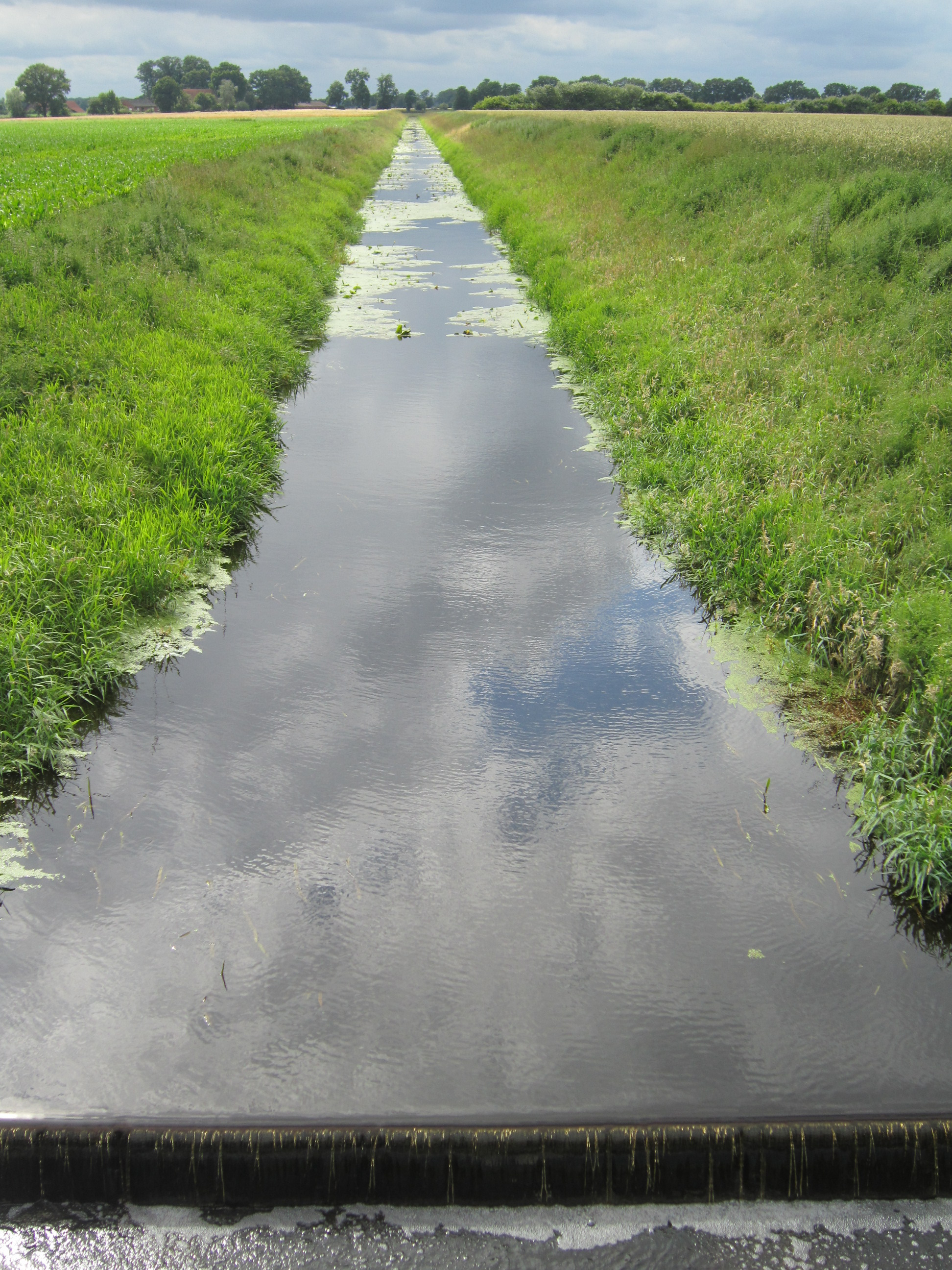
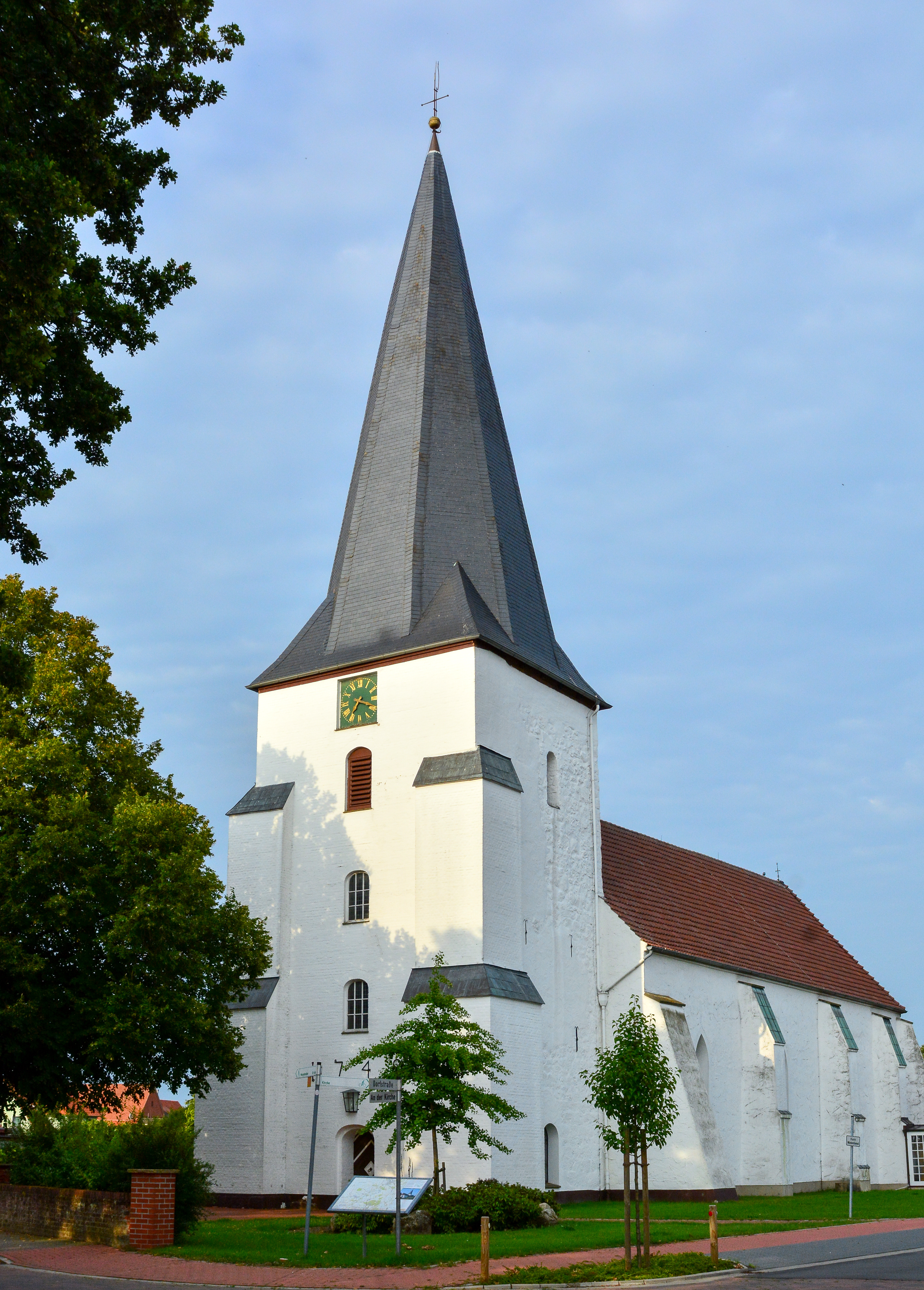